# ГЕС Gribo-Popoli
ГЕС Gribo-Popoli — гідроелектростанція, що споруджується на південному заході Кот-д'Івуару на річці Сасандра (тече у меридіональному напрямку на південь та біля однойменного міста впадає в Гвінейську затоку). Будівельний майданчик станції знаходиться за 6 км на південь від міста Soubre та за 15 км нижче за течією від ГЕС Soubre, тому по завершенні будівництва ГЕС Gribo-Popoli стане нижнім ступенем в каскаді на Сасандрі. При цьому в майбутньому ще нижче за течією можливе спорудження наступної станції каскаду Boutoubre.
Для роботи станції долину річки перекриють земляною греблею, у праву частину якої інтегрують машинний зал, доповнений відвідним каналом. Основне обладнання становитимуть три бульбі турбіни загальною потужністю 112 МВт, які при напорі у 18 метрів повинні виробляти 580 млн кВт-год електроенергії на рік.
Зв'язок з енергосистемою відбуватиметься по ЛЕП, розрахованій на напругу 225 кВ.
Генеральним підрядником будівництва, що почалось осінню 2017-го та планується до завершення на початку 2021-го, виступила китайська Sinohydro. При цьому проект вартістю понад 300 млн доларів США на 85 % фінансуватиметься за рахунок позики Експортно-імпортного банку Китаю.